# Tipula (Lunatipula) euterpe
Tipula (Lunatipula) euterpe is een tweevleugelige uit de familie langpootmuggen (Tipulidae). De soort komt voor in het Palearctisch gebied.